# Raymond Federman
Pour les articles homonymes, voir Federman.
Raymond Federman, né le 15 mai 1928 à Paris et mort le 6 octobre 2009 à San Diego (États-Unis), est un écrivain et poète franco-américain. Il écrit aussi bien en anglais qu'en français.

## Biographie
Après une enfance pauvre à Montrouge, il échappe de peu à la rafle du Vél d'Hiv en 1942 : sa mère l’aurait poussé dans un débarras sur le palier en lui intimant l’ordre de se taire, (La voix dans le cabinet de débarras) au moment de l’arrestation. Le reste de sa famille mourra dans les camps de concentration, sauf quelques oncles et tantes maternels qu'il rejoindra en zone libre, à Monflanquin (Lot-et-Garonne), mais dit-il : « Si vous lisez Retour au fumier, vous verrez comment ils se sont débarrassés de moi, et comment encore jeune garçon sans aucune expérience, j'ai passé trois ans à travailler comme un esclave dans une ferme. »

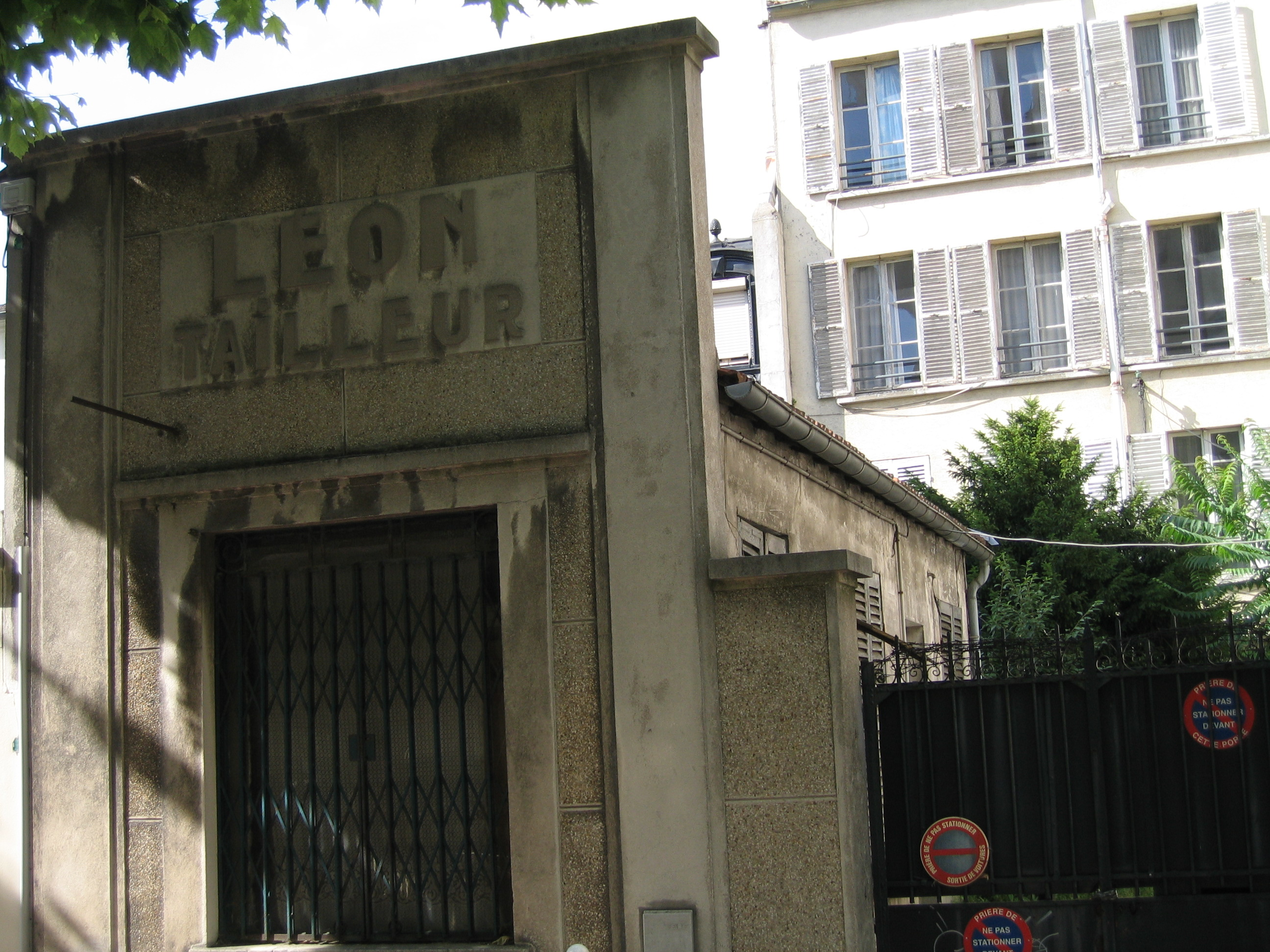
Le 4 rue Louis-Rolland à Montrouge, ou Federman passa son enfance. On remarque à gauche l'enseigne de la boutique de l'oncle Léon.

Il  revient à Montrouge à la Libération, puis émigre aux États-Unis en 1947. Il commence à travailler dans les usines de Détroit, puis exerce plusieurs métiers (ouvrier, champion de natation, joueur professionnel…). Par patriotisme et par misère, il s’engage dans les parachutistes, lors de la guerre de Corée.
Il étudie à l'Université Columbia en 1957. Puis il prépare un doctorat à l'Université de Californie à Los Angeles. Sa thèse a pour sujet Samuel Beckett – ce sera la première en anglais –, il la soutiendra en 1963.
Il prend goût à la littérature et s’essaie à l’écriture avec succès puisqu’il entame une carrière universitaire et de critique littéraire, durant lesquelles il met au point les concepts de « surfiction » et de « critifiction » qu’il utilise d’ailleurs dans son œuvre.
Il enseigne ensuite à l'Université de Californie (1959-1964) puis à l'Université de Buffalo dans l'État de New York d'où il prendra sa retraite en 1999 avec le titre de Professeur Distingué.
Ses romans font intervenir des voix, plutôt que des personnages, « Ma voix, dit-il, dans ce sens, c’est mon aventure humaine. Quand je parle, quand je dis quelque chose de vrai ou de faux, je me raconte ». Son écriture allie plusieurs  « je », un narrateur, un enregistreur, un écouteur et parfois  intervient aussi un extérieur qui questionne.
En ce sens ses textes sont très théâtraux, et ont une certaine proximité avec ceux de Beckett dont il a été un proche, et dont il est un spécialiste réputé.
Raymond Ferderman écrit aussi bien en français qu’en anglais, auteur inclassable, il transgresse les codes de la narration et de la typographie (voir À la queue leu leu / The Line : ), « mettant en scène » son écriture sur la page. Il autotraduit, adapte, transpose ses textes, toujours en mouvement. Il en fera lui-même des lectures à voix haute et des radioplays. Jacalyn Carley "danse sur le langage" de Raymond Federman au travers de deux performances, Multiples (1989) et Projekt X (1992).
De nombreuses pièces ont été réalisées à partir des œuvres de Raymond Federman : Wait et Mon corps en neuf parties (mise en scène par Stéphane Müh, 2009), Les Moinous (mise en scène par Eric Massé et Angélique Clairand, 2006), La Voix dans le débarras (mise en scène par Sarah Oppenheim, 2014). Louis Castel et sa Compagnie le Théâtrographe ont présenté à la Chartreuse d’Avignon, lors du festival 2005, un spectacle intitulé Ferderman’s  qui utilisait hormis une partie de son œuvre, un dispositif vidéo ainsi que la présence de l’auteur.

### Surfiction
La surfiction est un genre littéraire inventé par Raymond Federman, il la créé pour exprimer sa vision de la fiction et de la réalité, souvent en marge des formes traditionnelles d'écriture autobiographique.
La surfiction se distingue par son approche postmoderne de la fiction. Elle remet en question les notions traditionnelles de vérité et de réalité, en intégrant des éléments de fiction et d'auto-réflexivité. Federman utilise cette forme pour explorer les limites de la fiction et pour engager le lecteur dans un processus actif de création de sens.
Dans ses œuvres, comme Chut et Quitte ou double, Federman joue avec la structure narrative, souvent en utilisant des techniques non linéaires et des jeux de langage. Cela oblige le lecteur à participer activement à la construction du sens, créant ainsi un rapport d'égalité entre l'auteur et le lecteur.

## Écrits
Emmanuelle Gautier-Aubert. Shoah et écritures de soi thaumaturges : "Comment raconter alors que, par sa dimension et son poids d'horreur, l'évènement défie le langage ?" (Élie Wiesel). Georges Pérec, W ou le souvenir d'enfance, Raymond Federman, Chut, Alain Fleisher, Moi, Sàndor F., Littératures. 2015. Lire en ligne